# Vane display

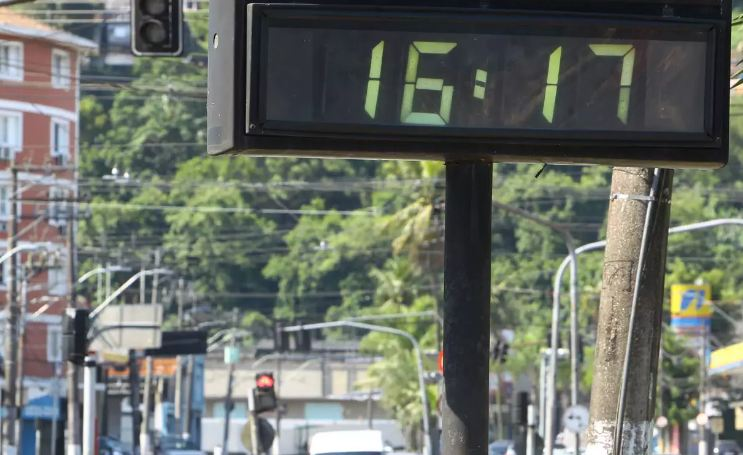
Um relógio vane instalado na cidade de Santos-SP

Um display vane é um tipo de display de 7 segmentos (mostrador). Diferente dos displays segmentados de LED e de vácuo fluorescente, os displays vane são compostos de sete superfícies físicas, normalmente pintadas em branco, mas ocasionalmente de outras cores, como amarelo ou verde fluorescente. Se um segmento deve ser mostrado como "desligado", sua face vai ser rotacionada ao inverso, com a superfície pintada virada para trás e não visível. Um segmento que deve ser mostrado como "ligado", sua superfície deve ser mostrada, rotacionada para frente.
Displays Vane operam de um jeito similar aos displays flip-disc, que os segmentos são movimentados usando eletromagnetos. Quando não é necessário o display ser mudado rapidamente, algumas variantes usavam motores elétricos para rotacionar as superfícies.
Eles são usados em apresentações de jogos e placares em arenas esportivas e estádios. Uma vantagem dos displays vane é que se acabar a fonte de alimentação, o display irá continuar a mostrar a última informação apresentada nele. Entretanto, como os displays flip-disc, se muitos segmentos devem ser alterados de uma só vez, o display pode produzir uma grande quantidade de barulho.
Atualmente é muito incomum encontrar este tipo de mostrador, sendo que gradualmente eles foram sendo substituídos por mostradores de LED, que possuem uma visibilidade melhor à noite.

## Link externo
- Um exemplo de display vane (Youtube)